# Мотойосі Такесі
Такесі Мотойосі (яп. 本吉 剛, нар. 26 липня 1967, Йокогама) — японський футболіст, що грав на позиції захисника.
Виступав, зокрема, за клуби «Фудзіта» та «Урава Ред Даймондс», а також національну збірну Японії.

## Клубна кар'єра
Народився 26 липня 1967 року в місті Йокогама. Грав у футбол в студентській футбольній команді Університету Чуо.
У дорослому футболі дебютував 1990 року виступами за команду клубу «Фудзіта», в якій провів один сезон, взявши участь у 25 матчах чемпіонату.
1991 року перейшов у «Міцубісі Моторс», який з наступного року отримав назву «Урава Ред Даймондс». У складі цієї команди провів чотири роки своєї кар'єри гравця.
Протягом 1995—1996 років захищав кольори команди клубу «Оцука Фарма». У новому клубі був капітаном команди.
Завершив професійну ігрову кар'єру через травми у клубі «Токіо Газ», за команду якого виступав протягом 1997—1998 років.

## Виступи за збірну
У складі збірної був учасником Літної Універсіади 1987 року в Загребі та кубка Азії 1988 року у Катарі。

## Тренерська кар'єра
Після закінчення ігрової кар'єри продовжив працювати у клубі «Токіо». У 2003 році він виграв юнацький клубний чемпіонат з командою «Токіо U-15». З 2007 року працював тренером «Токіо U-18». З 2012 року він перейшов на посаду головного тренера «Токіо U-18».
У 2015 році працював тренером студентської футбольної команди Сікоку Гакуїн。